# Petr Aksamit

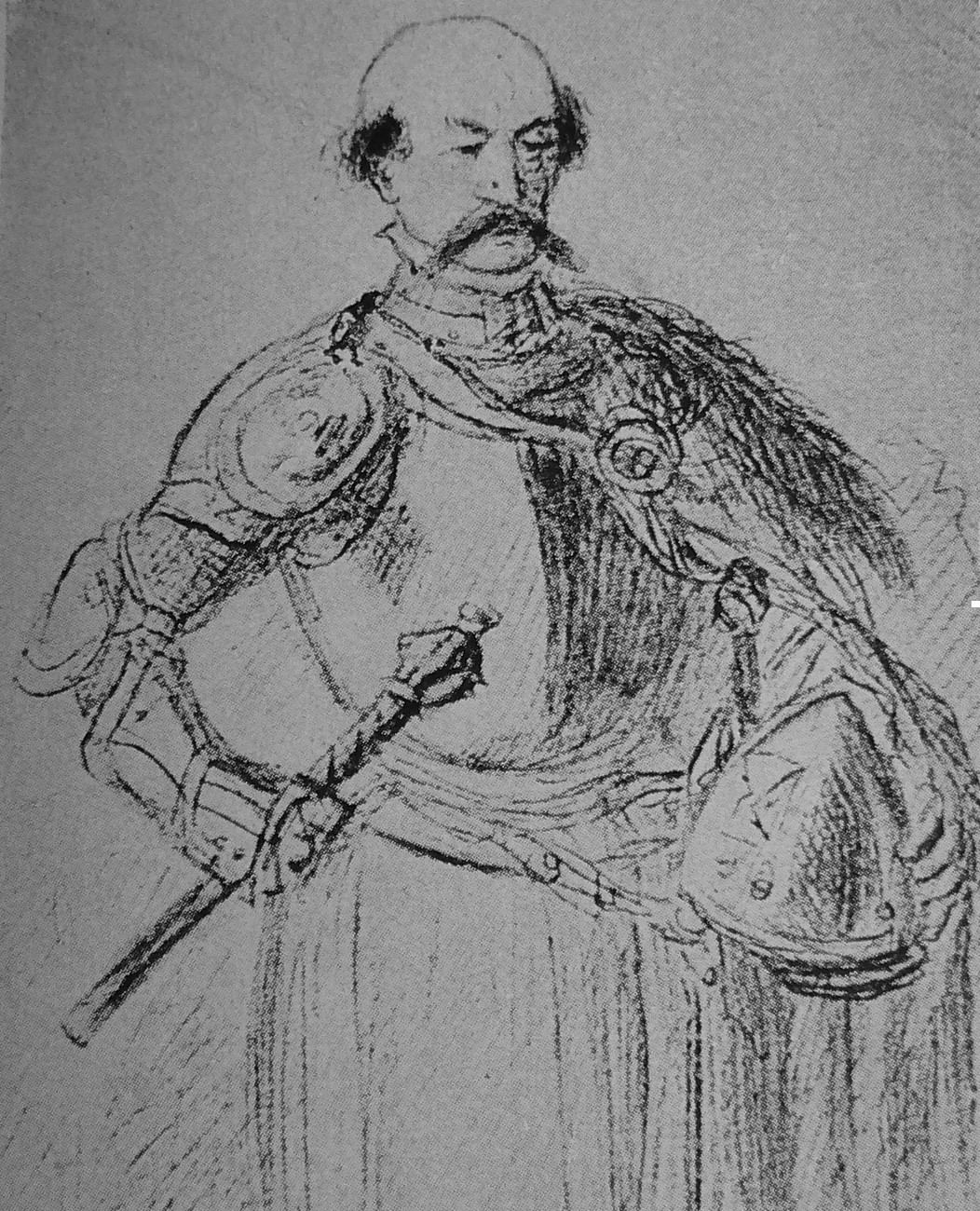
Peter Aksamit, historisierende Illustration von Mikoláš Aleš

Petr Aksamit z Lidéřovic a Kosova (* um 1400; † 21. Mai 1458 in Sárospatak, Ungarn) war ein tschechischer Landedelmann und Heeresführer. Er gehörte dem Heer der Ungarn an und war ab 1451 Anführer des hussitischen Kämpferverbands der Brüder. Er fiel in der Schlacht gegen Matthias Corvinus.

## Leben
Petr Aksamit stammte aus einer südböhmischen Adelsfamilie. Er gehörte zu den die Schlacht von Lipan überlebenden radikalen Hussiten, von denen sich danach ein Teil von fremden Heeren anheuern ließ. Ab 1440 war er in Ungarn als Kapitän des Heeres von Johann Giskra z Brandýsa in Sold. Dieser sollte für Elisabeth von Luxemburg die Nachfolge ihres Sohnes in Ungarn regeln. Anfang der fünfziger Jahre wurde er zum Hauptmann auf der Burg Plaveč ernannt.
Aksamit und seine Söldner trugen noch immer die Ideen der Hussiten und die Gleichberechtigungsgedanken der Taboriten in sich und formierten sich zu Brüdern (bratříci). Sie überfielen in den Folgejahren Kaufleute, die auf dem Weg nach Polen waren, und raubten umliegende Dörfer aus. Den größten Aufschwung erlebte die Bewegung 1453 unter der Regentschaft des Luxemburgers Ladislaus Postumus in Ungarn, der den Besitz der Adligen zum Teil konfiszierte. Die Brüder bauten Festen und Feldlager und gewannen Anhänger, auch aus dem Ausland.
Die Bewegung griff bald auf die gesamte heutige Slowakei über und nahm Formen des Widerstands gegen den Adel an. Sie bekämpfte dessen Festungen, brandschatzte Klöster und beraubte vermögende Bürgerliche. Zum Befehlshaber wurde Petr Aksamit gewählt, der seine Macht vor allem in der südlichen Slowakei weiter ausbaute. König Ladislaus erkannte die Gefahr und versuchte zunächst militärisch, dann durch Verhandlungen eine Einigung zu erreichen, hatte jedoch keinen Erfolg. Erst nach seinem Tod schlug dessen Nachfolger Matthias Corvinus am 21. Mai 1458 in der Schlacht bei Sárospatak die Aufständischen. Zu den Gefallenen gehörte auch Petr Aksamit.